# 下泰普莱
下泰普萊（羅馬化：Nyzhnioteple）是烏克蘭東部盧甘斯克州夏斯佳區下泰普莱市镇内的村落，及该市镇的行政中心。始建於十八世紀，面積2.8平方公里，海拔高度44米，2001年人口2,096，人口密度每平方公里748.6人。